# Стјепан Радић
Стјепан Радић (Требарјево Десно, 11. јуна 1871 — Загреб, 8. августа 1928) био је хрватски политичар. Основао је Хрватску сељачку странку.
Радићу иду заслуге о обједињавању хрватског сељаштва у одрживу политичку силу. Током целе своје каријере, он се супротставио уједињењу. Залагао се за федерализам и републиканско друштвено уређење. У Народној скупштини га је смртно ранио српски радикалски политичар Пуниша Рачић. Радић је неколико седмица касније умро од озбиљне стомачне ране у 57. години живота.

## Каријера
Рођен је 11. јуна 1871. године у Десном Требарјеву. Као ученик шестог разреда загребачке гимназије је 1888. године био избачен из школе, због јавне демонстрације против Хедерварија, током извођења опере "Никола Шубић Зрински". Када је Штросмајер прочитао у новинама о Радићевом младалачком иступу, изјавио је: Овај младић скинуо је плочу са гробнице, у коју је узидана хрватска слобода. Као петнаестогодишњак упутио се Радић пешице до Ђакова, па затим и Београда. Упознао се том приликом са бискупом Штросмајером и митрополитом Михајлом. По препоруци Штросмајера и београдског митрополита Михајла је отпутовао на студије у Русију 1896. године. Стјепан је тада био велики поборник Словенства и проповедник културне солидарности свих Словена. Налази се на идејним и политичким позицијама Јосипа Јураја Штросмајера и Фрање Рачког. У периоду између 1897—1899. године је завршио у Паризу Вишу политичку школу. Затим је живео неко време у Прагу, сарађујући с чешким листовима, а када га је полиција протерала из Прага отишао је у Земун за балканског дописника чешких, француских и руских листова. Од 1902. године је живео у Загребу и ради као секретар Хрватске уједињене опозиције.
Од 1902. године, па све до 1906, био је главни уредник месечника "Хрватска мисао". Бавећи се публицистичким радом, "оштрио је своје перо" притом се формирајући као велики говорник а демагог. Еволуирао је у својим ставовима; кренуо је од народњаштва Штросмајеровог и антиклерикализма, да би завршио као политикант без дубљег уверења, који је због непримереног речника губио углед и добијао непријатеље. Његовом заслугом је међутим одбијен нацрт Конкордата, који је 1925. године био увелико спремљен.
ХРСС је основао заједно са братом Антуном 1905. године. Ова странка је, по свом оснивању, упутила проглас свим хрватским, српским и словеначким странкама, позивајући их на сарадњу "у духу свеславенске политике", са циљем да би се створила "неутрална хабсбуршка монархија у облику Подунавске федерације". ХРСС је на изборима за Хрватски сабор добила девет мандата. У Хрватски сабор Радић је први пут изабран 1908. године у изборном округу Лудбрег.
Друга фаза деловања странке је период постојања у Краљевини СХС, односно Југославији. Он је постао под утицајем револуционарних промена у Русији 1917, одвише либералан и револуционаран. Од првих дана стварања нове југословенске државе заузео је опозициони став, и привукао себи све сепаратисте.
На изборима за Уставотворну скупштину, ХРСС је добила 50 мандата и тако постала највећа хрватска странка. Након доношења устава, ХРСС заједно са Хрватском заједницом и Хрватском странком права је формирао Хрватски блок којим је покушао да у своју корист реши хрватско питање. Радић је 1. јула 1924. године учланио ХРСС у Сељачку интернационалу, која је сматрана делом Комунистичке интернационале  због чега влада Пашић-Прибићевић доноси одлуку за распуштање Радићеве странке. Радић је ухапшен и затворен. Павле Радић је, у својству председника Хрватског сељачког клуба и по Стјепановом налогу, 27. марта 1925. изјавио да Странка прихвата Устав и династију Карађорђевића и тиме се одриче републиканства у свом програму. По Виктору Новаку: Седмогодишњи политички рат који је водио Стјепан Радић завршава се у фази када напушта републиканизам и површински сепаратизам, и прилази унитаризму и монархизму (1925). Стога је 1925. године ушао у владу као министар просвете. Од 1927. године поново апстинира и, заједно са Прибићевићем, формира Сељачко-демократску коалицију.

## Политички ставови
Почетком 20. века Радић је, као и Старчевић, сматрао да у Босни и Херцеговини нема Срба а да у Хрватској, Далмацији и Славонији живе православни Хрвати. Србе у Босни и Херцеговини и Словенце је видио као планинске Хрвате. У својој књизи "Словенска политика у Хабзбуршкој монархији" (Праг, 1902, на чешком језику) тражи преуређење Аустро-Угарске у пет делова: Чешку, Галицију, Мађарску, Хрватску која укључује Словенију, и Алпинску Немачку У "Дому" од 28. октобра 1898. отворено подржава Аустроугарску анексију Босне и Херцеговине и при томе пише: "Шта је Србија изгубила? Управо ништа. Та Босна није њезина земља. Босна и Херцеговина припадају краљу хрватскоме који има право на ове земље".
Попут Штросмајера, Радић је центар јужнословенства видио у Загребу, а Босну и Херцеговину као хрватску земљу - исто као и Старчевић - у којој живе само Хрвати.
У свом листу Дом од 22. септембра 1914. године, Радић, прикључујући се општој антисрпској хистерији велича Старчевићево мишљење о Србима :Срби у Хрватској су Цигани, Власи и бог зна што, који су с турског коца утекли нама. Срби су дакле Влашки накот зрио за сјекиру. Они су смет и србеж на тијелу хрватског народа. Радићев Дом се чак хвалио како су Хрвати у Сарајеву разорили око две стотине српских радњи, да је проглашен преки суд, као и дам се у Загребу данима одржавају жестоке антисрпске демонстрације.
На седници хрватског Сабора 12. марта 1914. године говори о великој Хрватској у коју укључује Босну и Херцеговину, Мачву и Црну Гору која би требало да буде део Аустро-Угарске после рата.
Према хрватском историчару Јосипу Хорвату, кога цитира Костић,  Радић је деценијама до краја Првог светског рата био плаћени агент Аустрије а новац му је за тај посао достављан преко Љубљане.
Био је противник централизма након уједињења у Краљевине СХС. Сматрао је да је држава настала „уговором“ и да Хрватска треба да задржи своју аутономију. Међутим, Србија је формулисала и дипломатски изнела програм уједињења и својом војском заштитила југословенски простор, те стога није желела прихватити дуално уређење власти. Радић је 1919. године тражио помоћ Вудроа Вилсона у решењу „хрватског питања“, што је амерички председник одбио.
Стјепан Радић је већ с почетка уједињења ишао је у Беч, Лондон и Москву, да заинтересује свет за хрватско питање независности, и да направи међународно питање од хрватског питања.
Италијански публициста Итало Цингарели писао је 1927. године о Радићевој превртљивости која му је према приликама дозволила да несумњиво докаже да је био пријатељ Хабзбурга и непријатељ Карађорђевића, непријатељ аустријске куће и верни слуга српске краљевске куће, републиканац и монархист, пријатељ и непријатељ Италије, комунист и империјалист.
Крлежа пише о Стјепану Радићу као прототипу збуњеног малограђанског интелектуалца, колебљиве политичке свести.
У дипломатским извештајима британске амбасаде у Београду од 1926. године Радић је описан као неодговорни демагог који гази обећања о сарадњи. У истим извештајима се каже да су хрватски сељаци једно време гледали у Радића као полубога. Британци, даље, га не цене као администратора, сматрајући га крајње неефикасним а у главној улози идеолога. По њима је препун разноврсних идеја за које кажу да су многе исправне али често контрадикторне или неупотребљиве. Радић користи сваку прилику да одржи говор, било у позоришту или на фудбалској утакмици. Због његове недоследности, жестине и помањкања такта доводи у неприлику своје пријатеље и даје аргумент својим противницима.
Новак, у својој књизи "Magnum Crimen" посвећује цело поглавље Радићевом антиклерикализму као јединој константи његове политике. Радић се залаже за одвајање Римокатоличке цркве од државе, указује на њен феудални и израбљивачки став према хрватским сељацима и њен, у суштини, нехришћански карактер. Оштро се противи атрибуирању католицизма хрватству. Поглавље садржи велики број извода из Радићевих говора и чланака објављених у листовима "Дом" и "Хрватска мисао". Римокатоличка црква у Хрватској и Босни и Херцеговини контрира Радићу у свакој прилици и забринута је, јер један део њеног свештенства подржавао Радићеву политику и странку. За живота га погрдно назива "луди Стјепан", али по Радићевој смрти, иста црква га велича као хрватског родољуба и истинског римокатолика. .
Па ипак, изгледа да је најпримерније сведочанство о личности и делу Стјепана Радићу дао његов син Владимир, 1942. године у чланку Дан и домовина. објављеном у загребачком листу Нова Хрватска : "У главним стварима, у темељним начелима, усташки наук није ништа друго него наук Стјепана Радића. Под поглавниковим мудрим водством изводи се наук Браће Радић."

## Смрт
Веома бурна седница Народне Скупштине 20. јуна 1928. године је ескалирала током наступа радикалског посланика Томе Поповића, који је вербално напао Стјепана Радића, који је одбијао да се укључи у дискусију, и упркос опомени председника скупштине, запретио да ће „Ако се ваш вођа, ако Стјепан Радић, који брука хрватски народ, и даље продужи са вређањем, да ће његова глава пасти. Ја вам господо то кажем и од тога не бежим! Ја вам то јамчим!". Тому Поповића је за говорницом заменио Пуниша Рачић, радикалски посланик из Црне Горе, који је, пошто је поздравио држање посланика Поповића и сам запретио „И господо, као Србин и народни посланик према својој нацији и отаџбини отворено кажем, да ћу употребити и друго оружје, које треба да заштити интересе српства..." Пошто је посланик Прибићевић казао „Хоћете да се у Лондону чује да се овде прети оружјем!" Рачић је наставио „Има неколико година, откад је требало да се наша држава консолидира, кад је требало наш народ да искористи, што је стекао у рату својим јунаштвима и верношћу према савезницима. Све дотле је један део народа употребљавао, што је најгоре, клевете да омета сређење, и издавао интересе нашег народа и ове наше државе." На оптужбу о издаји дошло је до великог узбуђења у редовима Сељачке и Самосталне демократске странке. 
Изреволтиран, посланик ХСС-а Иван Пернар, пришао је Рачићу који је силазио са говорнице и довикнуо му: „Опљачкао си бегове!" Рачић је прво позвао председавајућег да казни Пернара, и вратио се на говорницу, где је узвикнуо „Ако га не казните, ја ћу да га казним. Ја ћу се лично обрачунати са њиме. Ко год буде покушао, да се стави између мене и Пернара, погинуће!" Председник скупштине је у том тренутку из неразјашњених разлога напустио дворану. Тада је Рачић извадио пиштољ и са неколико хица убио Павла Радића и Ђуру Басаричека, а ранио Ивана Пернара, Ивана Гранђу и Стјепана Радића, који ће 8. августа умрети.